# Artemisia kawakamii
Artemisia kawakamii là một loài thực vật có hoa trong họ Cúc. Loài này được Hayata mô tả khoa học đầu tiên năm 1919.